# Aeropuerto Internacional de Christchurch
El aeropuerto de Christchurch es uno de los más importantes de Nueva Zelanda. Opera con una amplia oferta de vuelos de cabotaje y algunos internacionales, siendo la mayoría de Australia y países vecinos, algunos de medio oriente, entre otros. Alrededor de 6 millones de pasajeros lo transitaron en 2008.

## Aerolíneas y destinos

### Destinos nacionales
| Aerolíneas      | Destinos |
| --------------- | --- |
| Air Chathams    | Chatham Islands |
| Air New Zealand | Auckland, Dunedin, Hamilton, Hokitika, Invercargill, Napier, Nelson, New Plymouth, Palmerston North, Queenstown, Rotorua, Tauranga, Wellington |
| Jetstar         | Auckland, Wellington |
| Sounds Air      | Blenheim, Wānaka |

### Destinos internacionales
| Ciudades por países                             | Nombre del aeropuerto                     | Aerolíneas                                                       | Aeronaves                        | Frecuencias semanales |                   |
| América del Norte                               | América del Norte                         | América del Norte                                                | América del Norte                | América del Norte     | América del Norte |
| ----------------------------------------------- | ----------------------------------------- | ---------------------------------------------------------------- | -------------------------------- | --------------------- | ----------------- |
| Estados Unidos (1 destino, 1 aerolínea)         |                                           |                                                                  |                                  |                       |                   |
| San Francisco                                   | Aeropuerto Internacional de San Francisco | United Airlines (Estacional)                                     | B787-8                           |                       |                   |
| Asia                                            |                                           |                                                                  |                                  |                       |                   |
| China (1 destino, 1 aerolínea)                  |                                           |                                                                  |                                  |                       |                   |
| Guangzhou                                       | Aeropuerto Internacional de Cantón-Baiyun | China Southern Airlines (Estacional)                             | B787-9                           |                       |                   |
| Emiratos Árabes Unidos (1 destino, 1 aerolínea) |                                           |                                                                  |                                  |                       |                   |
| Dubái                                           | Aeropuerto Internacional de Dubái         | Emirates (Vía SYD)                                               | A380-800                         |                       |                   |
| Hong Kong (1 destino, 1 aerolínea)              |                                           |                                                                  |                                  |                       |                   |
| Hong Kong                                       | Aeropuerto Internacional de Hong Kong     | Cathay Pacific (Estacional)                                      |                                  |                       |                   |
| Singapur (1 destino, 1 aerolínea)               |                                           |                                                                  |                                  |                       |                   |
| Singapur                                        | Aeropuerto Internacional de Singapur      | Singapore Airlines                                               | A350-941                         |                       |                   |
| Oceanía                                         |                                           |                                                                  |                                  |                       |                   |
| Australia (5 destinos, 5 aerolíneas)            |                                           |                                                                  |                                  |                       |                   |
| Brisbane                                        | Aeropuerto Internacional de Brisbane      | Air New Zealand Qantas Virgin Australia                          | A32x B737-838 B737               |                       |                   |
| Gold Coast                                      | Aeropuerto de Gold Coast                  | Air New Zealand Jetstar Airways                                  | A32x                             |                       |                   |
| Melbourne                                       | Aeropuerto Internacional Tullamarine      | Air New Zealand Jetstar Airways Qantas Virgin Australia          | A32x B737-838 B737               |                       |                   |
| Perth                                           | Aeropuerto de Perth                       | Air New Zealand (Estacional)                                     |                                  |                       |                   |
| Sídney                                          | Aeropuerto Internacional Kingsford Smith  | Air New Zealand Emirates Jetstar Airways Qantas Virgin Australia | A32x A380-800 A32x B737-838 B737 |                       |                   |
| Fiyi (1 destino, 2 aerolíneas)                  |                                           |                                                                  |                                  |                       |                   |
| Nadi                                            | Aeropuerto Internacional de Nadi          | Air New Zealand (Estacional) Fiji Airways                        |                                  |                       |                   |
| Islas Cook (1 destino, 2 aerolíneas)            |                                           |                                                                  |                                  |                       |                   |
| Rarotonga                                       | Aeropuerto Internacional Rarotonga        | Air New Zealand (Estacional) Virgin Australia (Estacional)       | B737                             |                       |                   |

## Estadísticas
Ver fuente y consulta Wikidata.